# Richard Gombrich

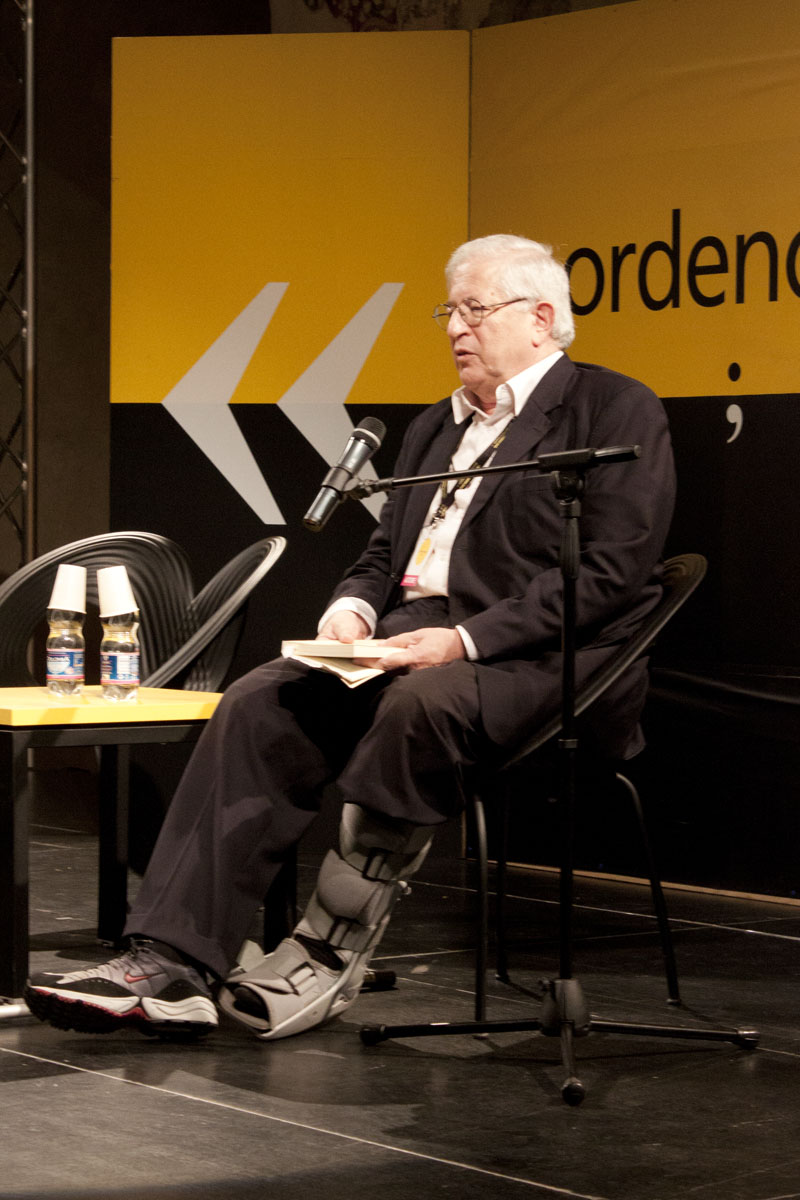
Richard Gombrich (2013)

Richard Francis Gombrich (* 17. Juli 1937 in London) ist ein englischer Indologe und Buddhologe. Er war von 1976 bis 2004 Lehrstuhlinhaber für Sanskrit an der Universität Oxford und von 1994 bis 2002 Präsident der Pali Text Society. Gegenwärtig leitet er zwei Zentren für buddhistische und hinduistische Studien in Oxford.

## Leben und Werk
Gombrich war das einzige Kind der Konzertpianistin Ilse Gombrich und des Kunsthistorikers Sir Ernst Gombrich. Nach dem Studium der Altphilologie und des Sanskrit und Pali wurde er 1976 Boden Professor of Sanskrit an der Oxford University. Sein Hauptarbeitsfeld ist die Buddhologie, in der er sich 1971 durch eine bahnbrechende anthropologische Studie zum singhalesischen Buddhismus einen Namen machte: Precept and Practice: Traditional Buddhism in the Rural Highlands of Ceylon (Lehre und Praxis: Traditioneller Buddhismus im ländlichen Hochland von Ceylon). In dieser Studie beschäftigt sich Gombrich mit dem Wandel von religiösen Glaubenssätzen und deren Praxis im Verlauf von zweieinhalb Jahrtausenden. Er vertritt die These, dass die zeitgenössischen singhalesischen Praktiken, welche Magie und die Verehrung von Hindu-Gottheiten beinhalten, nicht eine spätere Verfälschung des Theravada-Buddhismus seien, sondern vielmehr auf Entwicklungen in der Frühzeit des Buddhismus zurückgehen.
Gombrich, der dem Philosophen Karl Popper nahestand, wurde durch eine Vielzahl von Büchern und Artikeln zu einem weltweit angesehenen Gelehrten insbesondere des Theravada-Buddhismus und erhielt für seine Forschungen Ehrungen vom Präsidenten Sri Lankas und von der Asiatic Society of Calcutta.
1990 wurde er zum Mitglied der Academia Europaea gewählt.

## Schriften (Auswahl)
als Autor
- Der Theravada-Buddhismus. Vom alten Indien bis zum modernen Sri Lanka („Theravada-buddhism“). Neuaufl. Kohlhammer, Köln 1996, ISBN 3-17-014007-8.

als Herausgeber
- Der Buddhismus. Geschichte und Gegenwart („The world of Buddhism“). 3. Aufl. C.H. Beck, München 2008, ISBN 978-3-406-57346-0 (zusammen mit Heinz Bechert; früherer Titel: Die Welt des Buddhismus).